# Министерство рыболовства и береговой администрации (Норвегия)
Министерство рыболовства и береговой администрации (Норвегия) отвечает за рыболовецкую промышленность, аквакультуру, безопасность морепродуктов, здоровую рыбу, порты, инфраструктуру водного транспорта и готовность к чрезвычайным ситуациям на инциденты с загрязнением. Его возглавляет Лисбет Берг-Хансен. Министерство отчитывается перед законодательной властью, Стортингом. Оно было создано в 1946 году как Министерство рыбного хозяйства. В 2004 году оно взяло на себя ответственность за прибрежные дела и изменило своё имя.

## Отделы
- Информационный отдел
- Отдел аквакультуры, морепродукты и рынки
- Отдел береговой администрации
- Отдел исследований и инноваций
- Отдел морских ресурсов и охраны окружающей среды

### Дочерние органы
- Институт морских исследований
- Береговая администрация Норвегии
- Национальный научно-исследовательский институт питания и морепродуктов
- Директорат по рыболовству Норвегии
- Норвежский совет по экспорту морепродуктов